# 重永達矢
重永 達矢（しげなが たつや、1970年4月18日-  ）は、日本の警察官僚。警察庁警備局外事情報部長。

## 来歴
長崎県出身。京都大学法学部を卒業後、1994年 (平成6年)、警察庁に入庁。
入庁後、長野県警察本部警備部警備第一課長、在イスラエル日本国大使館一等書記官、警視庁総務部広報課長、警察庁長官官房企画官兼警備局警備企画課理事官、警察庁警備局警備企画課長、警察庁長官官房会計課長などを歴任。在イスラエル日本国大使館一等書記官在任中には、現地治安情報機関との連絡・交流やテロ関連情報等の収集・分析を担当し、警察庁警備局警備企画課長在任時には、安倍晋三元首相襲撃事件に関する現地調査や報告書作成に携わった。
2023年9月8日、群馬県警察本部長に就任。在任中、警備第二課に警衛警護室、外事課に情報戦略室、生活安全企画課に許可等事務管理室を設置することなどに取り組んだ。
2025年1月28日、警察庁警備局外事情報部長に就任。

## 略歴
- 1994年
  - 4月-  警察庁入庁[1][6]
  - 7月-  愛知県中警察署[6]
- 1998年8月-   バーミンガム大学留学[6]
- 1999年7月-   ケンブリッジ大学留学[6]
- 2000年8月-   長野県警察本部警備部警備第一課長[12]
- 2001年9月-   警察庁警備局警備企画課課長補佐(内閣総理大臣秘書官付)[13][6]
- 2002年10月- 警察庁警備局外事課課長補佐[6]
- 2005年7月-   在イスラエル日本国大使館一等書記官[6]
- 2008年8月-   警察庁警備局外事情報部国際テロリズム対策課課長補佐[6]
- 2009年3月-   警察庁警備局外事情報部国際テロリズム対策課理事官[6]
- 2010年6月-   警察庁長官官房企画官兼警備局外事情報部外事課理事官[6]
- 2011年8月-   警視庁総務部広報課長[14]
- 2012年8月-   警察庁長官官房企画官兼警備局警備企画課理事官兼情報通信局付兼警察政策研究センター付[6][15]
- 2016年8月-   警察庁警備局付(内閣官房内閣参事官(内閣情報調査室))[16]
- 2019年4月-   警察庁警備局外事情報部国際テロリズム対策課長[17][18]
- 2021年9月-   警察庁警備局警備企画課長[7] [19] [注釈 1]
- 2022年10月- 警察庁長官官房会計課長[8][21]
- 2023年9月-    群馬県警察本部長[5][9][10]
- 2025年1月-    警察庁警備局外事情報部長[2][3][4]